# إيفيلين غليني
إيفيلين غليني (بالإنجليزية: Evelyn Glennie)‏ هي ملحنة بريطانية، ولدت في 19 يوليو 1964 في أبردين في المملكة المتحدة.

## وصلات خارجية
- الموقع الرسمي
- إيفيلين غليني على موقع IMDb (الإنجليزية)
- إيفيلين غليني على موقع ألو سيني (الفرنسية)
- إيفيلين غليني على موقع ميوزك برينز (الإنجليزية)
- إيفيلين غليني على موقع أول موفي (الإنجليزية)
- إيفيلين غليني على موقع إن إن دي بي (الإنجليزية)
- إيفيلين غليني على موقع أول ميوزيك (الإنجليزية)
- إيفيلين غليني على موقع ديسكوغز (الإنجليزية)
- إيفيلين غليني على موقع قاعدة بيانات الفيلم (الإنجليزية)
- إيفيلين غليني على موقع كينوبويسك (الروسية)